# The Lions and Tin Horn Sports
The Lions and Tin Horn Sports è un cortometraggio muto del 1919. Il nome del regista non viene riportato nei credit del film.

## Produzione
Il film è prodotto dalla Century Film.

## Distribuzione
Distribuito dalla Universal Film Manufacturing Company, il film - un cortometraggio di due bobine - uscì nelle sale cinematografiche USA il 1º gennaio 1919.